# Паук Михайло Прокопович
Михайло Прокопович Паук (? — ?) — український радянський діяч, директор Радіо-телеграфного агентства України (РАТАУ), директор видавництва ЦК КП(б)У «Радянська Україна».

## Біографія
Освіта вища. Член ВКП(б).
На 1941—1942 роки — заступник голови Радіокомітету при Раді народних комісарів Української РСР..
У 1942 — лютому 1943 року — відповідальний керівник (директор) Центрального управління Радіо-телеграфного агентства України (РАТАУ) при РНК УРСР.
З 1943 року — директор видавництва ЦК КП(б)У «Радянська Україна». На 1962 рік — директор видавництва і комбінату друку «Радянська Україна».
Подальша доля невідома.

## Нагороди
- орден Трудового Червоного Прапора (23.07.1945)
- орден «Знак Пошани» (23.01.1948)
- медалі
- Почесна грамота Президії Верховної Ради Української РСР (5.05.1962)